# Vozera Budavests
Vozera Budavests (vitryska: Возера Будавесць, ryska: Ozero Budovests’) är en sjö i Belarus.   Den ligger i voblasten Vitsebsks voblast, i den norra delen av landet, 200 km nordost om huvudstaden Minsk. Vozera Budavests ligger 138 meter över havet. Arean är 2,2 kvadratkilometer. Den sträcker sig 3,1 kilometer i nord-sydlig riktning, och 1,6 kilometer i öst-västlig riktning.
I omgivningarna runt Vozera Budavests växer i huvudsak blandskog. Runt Vozera Budavests är det glesbefolkat, med 18 invånare per kvadratkilometer.